# イセイジン
イセイジンは、株式会社劇団ニホンジンプロジェクト内のユニット、音楽グループ。主に宮城県仙台市を中心に活動していた。

## 概要
2014年頃、以前からニホンジンの公演のバックダンサーや楽曲の編曲を手掛けていたダブル佐藤、イエティ吉澤の2人で新たなユニット、イセイジンを結成。自称、仙台のスーパーアイドルユニット。ニホンジンプロジェクトの全作品のレコーディングとアレンジ、一部の楽曲作曲を手掛けている。イセイジンとしてシングル3枚、アルバム2枚を発売中。以前はBIGSHOOTER BOYS名義で様々なアーティストの編曲等の仕事を行っていた経歴が有る。
「あいさつのうた」など、子供向けの楽曲も多数制作。ニホンジンプロジェクトのライブのオープニング、前座や、バックダンサーなどとしても活躍している。
「あいやいや！」「うほうほ！」「せいや！」など沢山のギャグがあり、ほとんどの曲の歌詞にそれらが入っている。
ニホンジンとは別に、イセイジン単独でも、ライブの開催やイベント出演などしている。また、ニホンジンメンバーが事情により出演できない場合などは、変わりにギターやベースなどの楽器を演奏することもある。
2020年にニホンジンのベーシスト、ペンション佐々木の逮捕により、ニホンジンプロジェクトが解散となったため、その中のユニットであるイセイジンも活動終了となった。

## メンバー
イエティ吉澤(イエティよしざわ、9月16日 - )
本名:吉澤 重政。 ニホンジンプロジェクト内では、サウンドエンジニア・舞台制作担当。メンバーキャッチフレーズは 「雪山から来た裸のアイドル」
自称、雪山で生まれた8歳。上半身裸で、頭にはバンダナ。胸には「イエティ」の文字が油性ペンで書かれてある。胸の文字は、時や場合によって変わることもある。時には背中にも文字が書かれていることもあり、2015年のTBC夏祭り出演時には背中に「Twitterフォローしてね！」の文字が描かれていた。
ライブ中に愛のパワーがなくなってしまうと倒れてしまい、みんなで声援をおくるというパフォーマンスがある。
2017年にニホンジンのメンバー、リュックサック今井が脱退した後は、ニホンジンのライブなどでギターを担当していた。
現在は株式会社プリープの取締役としてバーチャルYouTuberのプロデュースや、 楽曲制作、ミックス、映像制作、配信、PR案件などを行っている。
ダブル佐藤(ダブルさとう、 1982年10月10日 - )
本名:佐藤 秀明。ニホンジンプロジェクト内では、サウンドディレクターを担当。メンバーキャッチフレーズは「 気合注入 みんなでせいや！」
サングラスをかけ、頭にカエルの被り物。肩が異常に盛ってあるスーツを着ているのが特徴。
ライブでは、スーツを破いてふんどし一丁になる、たくさんのダブル佐藤の人形を本物のように動かして盛り上げる「トリプル佐藤」などのパフォーマンスがある。ゼビオアリーナ仙台公演では、スーツを破く際に手違いでパンツが脱げてしまい、おしりが半分以上見えてしまうというハプニングがあった。
「せいや！」と気合いを入れるギャグがある。こぶしを突き出して言うことが多い。
ニホンジンのペンション佐々木が事情によりライブ出演できない時、ベースを演奏したことがある。

## タイアップ曲
| イセイジン             |                                                         |
| Go!Go!ダブティ         | ツアーウェーブ企業ラジオCMソング（2014年）              |
| フレー!フレー!レイア!  | 女子プロ野球リーグ 東北レイア 公式応援歌（2015年5月〜） |
| Hey mr ダブティ        | NTT Docomo法人営業部PR動画テーマソング(2016年〜）       |
| ハッピーハッピーライフ | 東海住宅企業CMソング（2016年〜）                        |

## ディスコグラフィ

### シングル
| 番  | 発売日       | タイトル         | 規格品番 | 収録曲                                                                                        | 備考     |
| --- | ------------ | ---------------- | -------- | --------------------------------------------------------------------------------------------- | -------- |
| 1st | 2014年7月5日 | イセイジン(緑）  | －       | 1. Go!Go!ダブティ 2. イセイジン〜誕生〜 3. Go!Go!ダブティ（みんなの練習用カラオケ）           | 販売終了 |
| 2nd | 2014年       | イセイジン（紫） | －       | 1. Let's Go! ダブティ 2. イセイジン〜葛藤〜 3. Let's Go! ダブティ（君もイセイジンだカラオケ） | 販売終了 |
| 3rd | 2014年       | イセイジン（橙） | －       | 1. Yes! No?ダブティ 2. イセイジン〜進化〜 3. Yes! No?ダブティ(皆で仲良く歌ってねカラオケ)     | 販売終了 |

### アルバム
| 番  | 発売日         | タイトル                   | 収録曲 | 備考                                 |
| --- | -------------- | -------------------------- | --- | ------------------------------------ |
| 1st | 2014年12月21日 | イセイジンのうた〜プリン〜 | 1. イセイジン 〜登場〜 2. Hey! Mr.ダブティ 3. Go! Go! ダブティ 4. Yes! No? ダブティ 5. イセイジン 〜永久〜 6. ニホンジンプロジェクト体操 7. Let's Go! ダブティ 8. ファイヤー!ファイヤー!ヨガファイヤー! 9. ミドリイロDays 10. ハッピーハッピーライフ 11. イセイジン 〜飛翔〜                           | 楽天ショップ『キャラコイズ』で販売中 |
| 2nd | 2015年4月29日  | イセイジンのうた〜イチゴ〜 | 1. イセイジン 〜登場〜 2. フレー！フレー！ダブティ 3. いちごのうた 4. ミラクルグリーンせいや！ 5. My name is ダブティ 6. イセイジン〜MC〜 7. ブリブリブリザード 8. だいだいだいだいだいすき 9. We are the ダブティ 10. Go! Go! ダブティ Live ver（東京エレクトロン宮城公園） 11. イセイジン 〜おまけ〜 | 楽天ショップ『キャラコイズ』で販売   |